# Bugaled Breizh
Die Bugaled Breizh ist ein französisches Fischereifahrzeug, das am 15. Januar 2004 unter bis heute diskutierten Umständen sank. Beim Untergang des Schiffes im Westteil des Ärmelkanals in britischen Hoheitsgewässern kamen alle fünf Besatzungsmitglieder ums Leben, drei von ihnen wurden geborgen, zwei blieben vermisst. Im Juni 2004 wurde die Bugaled Breizh gehoben, der Französische Untersuchungsausschuss für Seeunfälle (BEA MER) veröffentlichte einen 186-seitigen technischen Bericht in französischer und auch englischer Sprache zu dem Untergang. Es gab langjährige Straf- und Verwaltungsverfahren in Frankreich, wie auch ab 2015 ein Gerichtsverfahren in Großbritannien, das sich bis November 2021 hinzog. In diesem Verfahren wurde ein Fischereiunfall zur Ursache des Untergangs erklärt, ähnlich wie zuvor auch vom BEA MER und in den französischen Prozessen. Ein Anwalt eines Hinterbliebenen kündigte nach dem 2021er Urteil an, die Suche nach einem U-Boot als Verursacher werde weitergehen.

## Geschichte
Die Bugaled Breizh wurde 1986/87 bei der Werft Chantiers de Bretagne Sud in Pont-Lorois (Belz) gebaut. Sie war eines von mehreren baugleichen Fahrzeugen. Der Schiffsrumpf war aus Stahl und das mittschiffs angeordnete Deckshaus aus Aluminium gebaut. Der Trawler war mit einem Fanggeschirr für ein Grundschleppnetz ausgerüstet. Die Bugaled Breizh hatte eine Vermessung von rund 104 BRZ und einen Fischrauminhalt von etwa 90 m³. Die Antriebsanlage bestand beim Bau aus einem Motor des Typs MGO V12 M4 mit einer Leistung von 478 kW, die 1999 durch einen Motor des Typs Anglo Belgian Company 6DXC–750A ersetzt wurde. Der Heckfänger wurde zuletzt am 12. November 2003 im Heimathafen Guilvinec durch die Concarneau Schiffssicherheitsstelle überprüft.

### Untergang am 15. Januar 2004

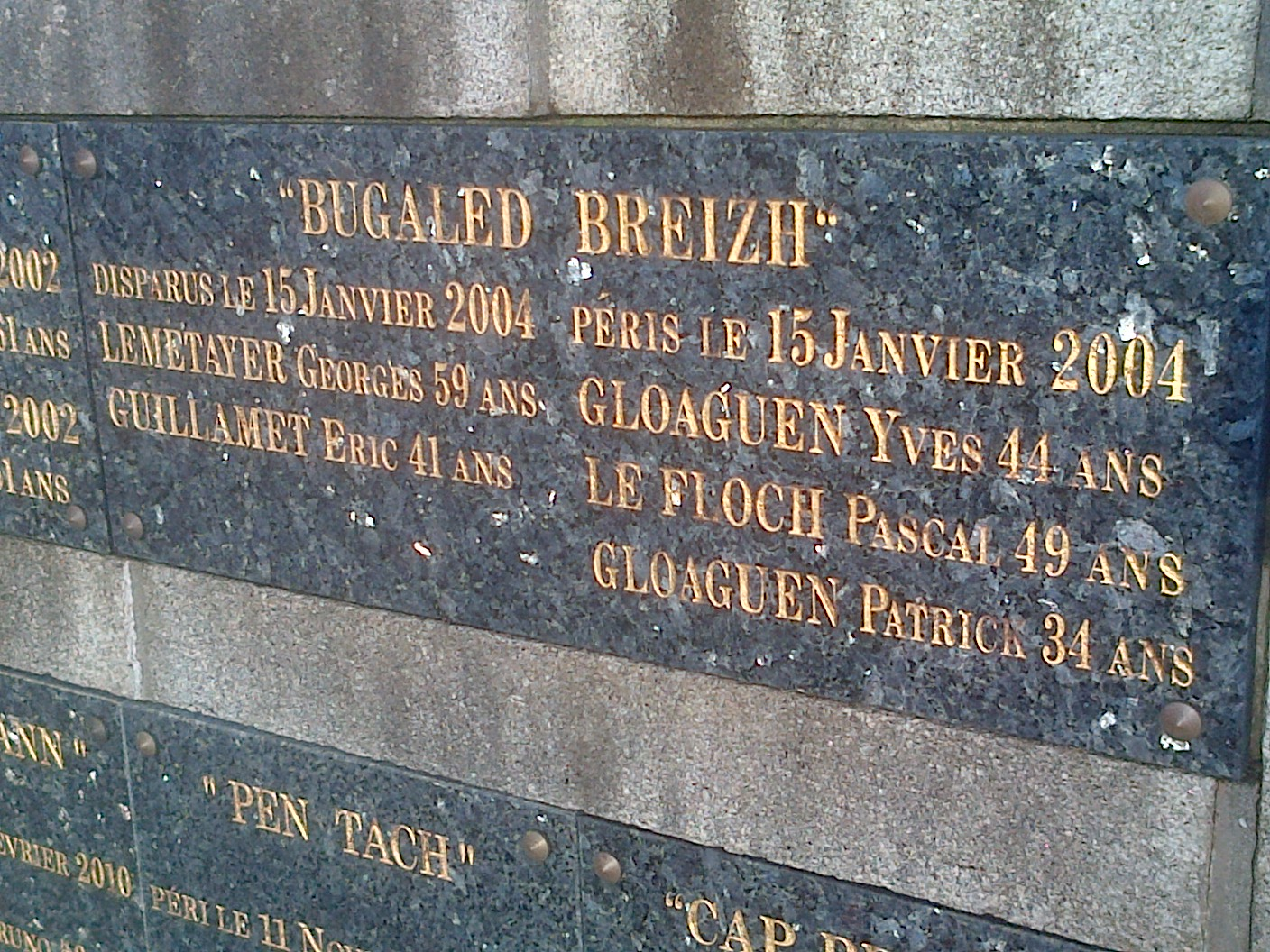
Gedenktafel für die fünf auf See gebliebenen Fischer

Am 7. Januar 2004 verließen die Bugaled Breizh und die Eridan den Hafen von Loctudy für eine voraussichtlich zweiwöchige Fangreise im Westteil des Ärmelkanals. Nach einer kurzen Schlechtwetterphase, in der die beiden Schiffe im Hafen von Newlyn Schutz suchten, erreichten sie am Mittag des 15. Januar 2004 erneut ihr Fanggebiet südlich Cornwalls. Die Wetterbedingungen um 11 Uhr waren mäßig mit südwestlichem Wind von 4 bis 5 Beaufort, zwei bis drei Metern Schwell und vier bis fünf Seemeilen Sichtweite.  Gegen 12:25 Uhr funkte der Kapitän Yves Gloaguen auf der Bugaled Breizh eine Notmeldung, der zufolge das Schiff auf der Position 49°42’N; 005°10’W kentere und sofortige Hilfe erforderlich sei. Ein kurz darauf ausgesandter Funkspruch wurde während der Aussendung undeutlich und brach dann ab. Um 12:36 Uhr sandte die Eridan eine Mayday-Relais-Sendung über Inmarsat C aus und telefonierte über Satellitentelefon mit dem MRCC Centre Régional Opérationnel de Surveillance et de Sauvetage maritimes (CROSS) in Gris-Nez. Zahlreiche Fahrzeuge liefen auf die Unfallstelle zu. Um 13:16 sah ein Rettungshubschrauber die Eridan und ein Rettungsfloß in deren Nähe. Ein Taucher der Hubschrauberbesatzung untersuchte das augenscheinlich leere Rettungsfloß und ließ dessen Luft ab, damit es sinken konnte. Um 13:43 und 13:57 barg ein Rettungshubschrauber zwei Tote und um 14 Uhr sichtete der Schiffsführer der Eridan ein U-Boot. Um 15:08 Uhr nahm der französische Trawler Hermine das zweite Rettungsfloß des Havaristen an Bord. Um 17:15 Uhr wurde die SAR-Aktion beendet und um 19 Uhr durften die Eridan und die anderen Fischereifahrzeuge vor Ort die Unfallstelle wieder verlassen.
Der Fall erregte bis heute größeres Aufsehen, da ein Atom-U-Boot, das den Heckfänger an seinem Schleppnetz unter Wasser gezogen haben könnte, als eine mögliche Ursache der Havarie angesehen wird. Bisher schloss keines der geführten Verfahren mit einer eindeutigen Aufklärung des Untergangs.

## Filme
- 37 secondes (dt. Titel: Nur 37 Sekunden), 6-teilige Miniserie, FR 2024, Arte